# حيد أمريكا الجنوبية والقطب الجنوبي
حيد أمريكا الجنوبية – القارة القطبية الجنوبية (South American–Antarctic Ridge) أو ببساطة مرتفع أمريكا – القارة القطبية الجنوبية (SAAR أو AAR)، هو مركز التمدد التكتوني بين صفيحة أمريكا الجنوبية والصفيحة القطبية الجنوبية. يمتد هذا المرتفع على قاع المحيط من نقطة التقاء بوفيه الثلاثية في جنوب المحيط الأطلسي باتجاه الجنوب الغربي حتى يصل إلى حد فالق انزلاقي رئيسي شرق جزر ساندويتش الجنوبية.
يبلغ معدل التمدد النصفي بالقرب من نقطة التقاء بوفيه الثلاثيةنحو 9 ملم سنويًا (أي ما يعادل 0.35 إنش في السنة)، وهو معدل بطيء، ولهذا يتميّز المرتفع بطوبوغرافيا وعرة، وهي سمة شائعة في المرتفعات ذات التمدد البطيء.